# Barrs Falls
Die Barrs Falls sind ein Wasserfall in der Region Otago auf der Südinsel Neuseelands. Östlich der Ortschaft Owaka liegt er in einem namenlosen Zulauf des Ōwaka River. Seine Fallhöhe beträgt rund 7 Meter.
Vom Parkplatz an der Barrs Falls Road führt ein Wanderweg in nördlicher Richtung in fünf Minuten zum Wasserfall.